# فهرست بیامونتی
فهرست بیامونتی یا کاتالوگ بیامونتی (به انگلیسی: Biamonti Catalogue) فهرستی از تصنیفات لودویگ فان بتهوون است. این فهرست را انتشارات ILTE در تورین در سال ۱۹۶۸ منتشر کرده‌است.
بیامونتی متنِ فهرستِ خود را به ایتالیایی نوشته‌است. عنوان اصلیِ فهرست این است:
Catalogo cronologico e tematico di tutte le opere di Beethoven, comprese quelle inedite e gli abbozzi non utilizzati
ترجمهٔ آن به فارسی چنین است: «فهرست تاریخی و موضوعیِ کاملِ آثار بتهوون، شامل آثار منتشرنشده و دست‌نویس‌های استفاده‌نشده».
جووانی بیامونتی تلاش کرد همهٔ قطعات بتهوون، مشتمل بر ۸۴۹ اثر، گردآوری کند؛ او حتی آن دسته از آثار را هم که در فهرست‌های دیگر، یعنی اُپوس، وو، هِس، و گروو، آمده بود، در یک فهرستِ واحد ــ که بر اساس ترتیب تاریخی و موضوعی مرتب شده ــ منظور کرده‌است. گفتنی است که همهٔ فهرست‌های دیگر، آثار بتهوون را بر مبنای تاریخ انتشار مرتب کرده‌اند. نظام شماره‌گذاریِ فهرست بیامونتی بر ذکرِ کوته‌نوشتِ "Bia" به‌علاوهٔ شماره‌ای که به هر اثر داده شده، از ۱ تا ۸۴۹، استوار است.
افزون بر ۱۳۸ اثر با شمارهٔ «اُپوس»، ۲۰۵ اثر با شمارهٔ «وو»، ۳۳۵ اثر با شمارهٔ «هِس»، که پیشتر فهرست شده بودند، فهرست بیامونتی مجموعه‌ای از سه پیوست از فهرست‌های به‌اصطلاح رسمی را شامل می‌شود. این پیوست‌ها مشتمل بر فهرست شخصیِ آثار ناقص، طرح‌های اجرانشده، یادداشت‌ها، اشاره‌ها، نکته‌های گوناگونِ موسیقاییِ پراکنده، و قطعاتی است که هنگام انتشارِ فهرست بیامونتی، در دفترچه‌های گفتگوها به آنها اشارت رفته‌است.
گرچه فهرست بیامونتی شامل ۸۴۹ مورد است و آثار منتشرشده و منتشرنشده و حتی قطعات ناقص را ــ از سال ۱۷۸۲ تا مارس ۱۸۲۷ ــ دربرمی‌گیرد، بعضی از آنها نزدِ گردآورنده ناشناس مانده‌اند، و بنابراین، همچنان هیچ فهرستِ واحدِ جامع و کاملی که مشتمل بر همهٔ آثار موجودِ بتهوون باشد تدوین نشده‌است. باید افزود که به‌ندرت از شماره‌های بیامونتی استفاده می‌شود. در عوض، عموماً عددِ وو مقبولیت دارد.